# SRT1720
O SRT1720 é um fármaco, desenvolvido por pesquisadores franceses da Universidade Louis Pasteur, que poderá ser utilizado para tratamento da obesidade e diabetes tipo 2.

## História
Os testes em ratos partiram da pesquisa sobre o resveratrol, presente em derivados da uva. A proteína sirtuína 1(SIRT1) é ativada na presença de resveratrol  e outros estudos diziam que era possível reduzir os efeitos de dietas ricas em calorias com a ativação da proteína. Deste modo os cientistas tentaram fazer uma substância mais potente, criando o fármaco. O estudo foi publicado na revista científica Cell Metabolism.